# Ido (taal)
Ido is een herziene versie van de kunsttaal Esperanto. Ido is ontwikkeld in het begin van de 20e eeuw, en wordt heden ten dage nog door een klein aantal mensen gesproken, hoofdzakelijk in Europa.

## Geschiedenis
Rond 1900 waren er veel verschillende kunsttalen gepubliceerd. De Franse filosoof Louis Couturat besloot, naar aanleiding van ervaringen bij de Wereldtentoonstelling van 1900, in 1901 om samen met Léopold Leau een organisatie op te richten om uit al deze kunsttalen een te kiezen als internationale hulptaal. De eerste jaren van de Delegatie voor de Goedkeuring van een Internationale Hulptaal waren gevuld met het zoeken van deelnemers. De Delegatie verzocht uiteindelijk de Internationale Vereniging van Academies in Wenen om een internationale taal te selecteren, maar dit verzoek werd verworpen in mei 1907. De Delegatie besliste als Comité in Parijs in oktober 1907 samen te komen om een keus te maken uit de talen die tot op dat moment naar voren waren geschoven. Volgens de notulen besloot het Comité dat geen taal volledig aanvaardbaar was, maar dat het Esperanto wegens zijn relatieve perfectie zou kunnen worden goedgekeurd, op voorwaarde dat verscheidene wijzigingen zouden worden doorgevoerd, zoals aangegeven in het rapport van de secretarissen (Couturat en Leopold Leau) en het Idoproject, dat aan het Comité als anoniem project was voorgelegd. Later is wel gesteld dat het Idoproject in de eerste plaats was opgezet door Couturat, met hulp van de vertegenwoordiger van het Esperanto in de commissie, Louis de Beaufront. Beaufront had zelf gepleit voor hervormingen in het Esperanto voor deze taal werd gekozen.
De vroege verdedigers van Esperanto neigden ertoe zich tegen hervormingen te verzetten, en de uitvinder van de taal, Ludovich Zamenhof, ging daar in mee. Ironisch genoeg waren verscheidene van de hervormingen van het Ido door Zamenhof zelf voorgesteld, doch verworpen door andere esperantisten.
De basisregels van het Esperanto zijn tot op heden gelijk gebleven.
Couturat, de belangrijkste verdediger van Ido, kwam in 1914 om bij een verkeersongeval. Dat feit, en het uitbreken van de Eerste Wereldoorlog, was een harde slag voor het Ido. Hoewel de beweging na de oorlog weer enigszins opkrabbelde, ontstond er toch verdeeldheid. De publicatie van plannen voor een meer Europees georiënteerde taal, het Occidental, in 1922, leidde tot verdere versplintering en de Idobeweging verloor in het volgende jaar een meerderheid van zijn gepubliceerde tijdschriften. Het afhaken van de belangrijke intellectuele verdediger, de Deense taalkundige Otto Jespersen, in 1928 ter gelegenheid van de publicatie van zijn eigen geplande taal Novial, leek de genadeklap.
De taal heeft nu nog een aantal sprekers en het internet heeft de belangstelling ervoor weer versterkt. Het aantal sprekers wordt geschat op 2000-5000. Ter vergelijking: het Esperanto heeft ongeveer 1,6 miljoen sprekers, volgens de gepensioneerde psychologieprofessor Sidney S. Culbert, die een overzicht van sprekers van verscheidene talen wereldwijd uitvoerde. Hetzelfde aantal verschijnt in het Almanac World Book of Facts en in Ethnologue.
Otto Jespersen, die aanwezig was tijdens de tien dagen van de discussies van het Comité in Parijs en later deel uitmaakte van de permanente Commissie, schreef een geschiedenis van Ido (zie links).
Veel verdedigers van het Esperanto hebben Ido in de loop van de jaren aangevallen. Een van hen, Donald J. Harlow, schreef een geschiedenis van Ido in The Esperanto book in zijn derde hoofdstuk "hoe een Taal bouwen". Dit overzicht staat echter aan veel kritiek bloot.

## Klankleer
Het fonemenbestand van het Ido heeft veel gemeen met dat van het Esperanto en de Romaanse talen. De spelling van het Ido is bijna fonemisch.
|        | Voor | Centraal | Achter |
| ------ | ---- | -------- | ------ |
| Hoog   | i    |          | u      |
| Midden | ɛ, e |          | ɔ, o   |
| Laag   |      | a        |        |

|             | Labiaal | Labiaal | Alveolaar | Alveolaar | Postalveolaar | Postalveolaar | Palataal | Velair | Velair | Glottaal |
| ----------- | ------- | ------- | --------- | --------- | ------------- | ------------- | -------- | ------ | ------ | -------- |
| Plosief     | p       | b       | t         | d         |               |               |          | k      | g      |          |
| Affricatief |         |         | ts        |           | tʃ            |               |          |        |        |          |
| Fricatief   | f       | v       | s         | z         | ʃ             | (d)ʒ          |          |        |        | h        |
| Nasaal      | m       | m       | n         | n         |               |               |          |        |        |          |
| Approximant | w       | w       | l         | l         |               |               | j        | w      | w      |          |
| Flap/tap    |         |         | r         | r         |               |               |          |        |        |          |

## Vergelijking met het Esperanto
Ido heeft veel grammaticale eigenschappen gemeen met Esperanto, en in veel gevallen is de woordenschat vergelijkbaar. Ido deelt met Esperanto de doelstellingen van grammaticale eenvoud en consistentie, het gemak om te leren, en het gebruik van leenwoorden van diverse Europese talen. De twee talen zijn grotendeels onderling verstaanbaar. In Ido zijn echter bepaalde veranderingen geïntroduceerd om enkele knelpunten op te lossen die zich met Esperanto hadden voorgedaan. Deze veranderingen zijn onder andere:
- Het alfabet van het Esperanto gebruikt zes niet-Latijnse letters, waarvan er drie niet in een andere bestaande taal voorkomen. Hierdoor is het typen van Esperanto problematisch (bijvoorbeeld op internet, e-mail en nieuwsgroepen). Dit heeft ertoe geleid dat hetzelfde woord vaak op verschillende manieren geschreven wordt. Ido lost dit op door het 26-letterige Latijnse alfabet te gebruiken.
- Om de eenvoud te bewaren legt Ido in het algemeen geen regels van grammaticale overeenkomst tussen grammaticale categorieën binnen een zin op. Bijvoorbeeld: in Esperanto is het werkwoord in een zin onveranderlijk ongeacht het aantal en de persoon van het onderwerp. Maar dit principe wordt in Esperanto niet uitgebreid tot bijvoeglijke naamwoorden en zelfstandige naamwoorden; dientengevolge moet in Esperanto een bijvoeglijk naamwoord in aantal en naamval overeenstemmen met het bijbehorende zelfstandig naamwoord.
- Het Esperanto vereist het gebruik van -n om aan te geven dat iets een lijdend voorwerp is. Ido staat het gebruik van deze eigenschap in dubbelzinnige situaties toe waar het voorwerp van een zin niet het onderwerp volgt, maar in alle andere situaties wordt de lijdendvoorwerpvorm niet toegepast.
- Ido hanteert consistente regels voor wat betreft het gebruik van het einde van een woord om verschillende betekenissen van dat woord aan te geven, waardoor de noodzakelijke woordenschat verkleind wordt.
- Ido, in tegenstelling tot Esperanto, gaat niet uit van het mannelijk geslacht als de "standaard", en definieert zo bijvoorbeeld zuster niet als "vrouwelijke broer", zoals in Esperanto (frat-in-o betekent in beide talen 'zus', maar het grondwoord frato dat in Esperanto 'broer' betekent, heeft in Ido de neutrale betekenis 'brus'; voor 'broer' gebruikt men fratulo).
- Ido probeert zo veel mogelijk gebruik te maken van cognaten (woorden die in verschillende talen aan elkaar verwant zijn, een gemeenschappelijke etymologische oorsprong hebben) in het Engels, Frans, Duits, Italiaans, Spaans en Russisch. Zo is Esperanto edzo ("mannelijke huwelijkspartner") vervangen door spozo ("huwelijkspartner").

De naam van de taal Ido heeft mogelijk zijn oorsprong in de Ido-uitspraak van "I.D." ("Internationale Delegatie", zie boven) of in het woord (esperant)ido, "nakomeling (van Esperanto)".

## Grammatica
Elk woord in de woordenschat Ido wordt gevormd uit een stamwoord. Dit bestaat uit een stam en een grammaticale uitgang. Andere woorden kunnen van dat woord worden gevormd door de grammaticale uitgang te verwijderen en een nieuw toe te voegen, of door bepaalde tussenvoegsels te plaatsen tussen de stam en de grammaticale uitgang. Ido volgt vaste regels, er zijn geen uitzonderingen, in tegenstelling tot in natuurlijke talen.
Enkele grammaticale uitgangen:
| Woordvorm                           | Ido | Voorbeeld | Esperanto    |
| ----------------------------------- | --- | --------- | ------------ |
| Enkelvoud van zelfstandig naamwoord | -o  |           |              |
| Meervoud van zelfstandig naamwoord  | -i  |           | -oj          |
| Bijvoeglijk naamwoord               | -a  | multa     |              |
| Bijwoord                            | -e  | multe     |              |
| Infinitief tegenwoordige tijd       | -ar | irar      | -i           |
| Infinitief verleden tijd            | -ir | irir      | bestaat niet |
| Infinitief toekomende tijd          | -or | iror      | bestaat niet |
| Tegenwoordige tijd                  | -as | iras      |              |
| Verleden tijd                       | -is | iris      |              |
| Toekomende tijd                     | -os | iros      |              |
| Imperatief                          | -ez | irez      | -u           |
| Voorwaardelijk                      | -us | irus      |              |

### Persoonlijkevoornaamwoorden
|            | enkelvoud | enkelvoud | enkelvoud | enkelvoud  | enkelvoud | enkelvoud | enkelvoud | meervoud | meervoud | meervoud | onbepaald |
| 1ste       | 2de       | 2de       | 3de       | 3de        | 3de       | 3de       | 1ste      | 2de      | 3de      |          | onbepaald |
| 1ste       | vertrouwd | formeel   | mannelijk | vrouwelijk | onzijdig  | epicene   | 1ste      | 2de      | 3de      |          | onbepaald |
| Nederlands | ik        | jij, je   | u         | hij        | zij, ze   | het       |           | wij, we  | jullie   | zij, ze  | men       |
| Ido        | me        | tu        | vu        | il(u)      | el(u)     | ol(u)     | lu        | ni       | vi       | li       | on(u)     |
| Esperanto  | mi        | ci        | vi        | li         | ŝi        | ĝi        |           | ni       | vi       | ili      | oni       |

## Idoliteratuur
Enthousiaste idisten lezen graag in Ido. Vandaar dat zij met plezier verhalen schrijven, vertalen of zelf dichten. De beroemdste Idopoëet is de Belg Andreas Juste, die dikke boekwerken met gedichten heeft gepubliceerd. Andere bekende Idodichters die origineel in Ido dichten zijn Friedrich Porzenheim en Heidi Neussner.
Hier volgen twee voorbeelden, Pluveto van Heidi Neussner, origineel geschreven in het Ido en vertaald in het Nederlands, en In Ithaka zingen de Nachtegalen van Anton van Wilderode, geschreven in het Nederlands en vertaald in het Ido door Andreas Juste:
| Pluveto Me prizas pluveto, tenere falanta, mola e dolca, en herb' murmuranta. Humidajon absorbas la sulo durstoza, restorante su per drinkajo aquoza. Perlatra kurteno kovras forajo, velizas konturi di la peizajo. Dispersesas omna kolori. Acensas humida sulala odori. Me prizas pluveto, tenere falanta, mola e dolca, en herb' murmuranta. (Heidi Neussner, uit de bundel "Galimatiaso") | Regenbuitje Ik hou van een regenbuitje, teder vallend, zacht en zoet, in ruizelend gras. De dorstige grond absorbeert het vocht, zich verkwikkend door een waterig drank. Een parelachtig gordijn dekt vertes, besluierd de contouren van het landschap. Alle kleuren worden uitgestrooid. Er stijgen vochtige grondgeuren op. Ik hou van een regenbuitje, teder vallend, zacht en zoet, in ruizelend gras. (Vrije vertaling door H. Stuifbergen) |
| In Ithaka zingen de Nachtegalen boven de cederwouden bij de zee die op de rotsen ruischt als aan cimbalen; de sterren bloeien tot een wilde sneeuw. Hier in het Waasland roepen de Wielewalen en stoorloos boort de kleine beek haar loop, de canada luidt hier zijn krans van kralen wanneer de lente klimt uit onze hoop. Het is dezelfde stem als waarmee de dichters spreken want hunne taal waait op de pinksterwind, als rozen die verdeeld uit haren ruiker breken en die latere hand te zamen bind. (Anton van Wilderode) | Kantas en Ithaka la Naktigali super la cedri-boski sur la rivo dil maro, qua resonas qual' cimbali kontre la roki. Quale pura nivo iradias en cielo stela perli. E hike dume krias nur l'or-merli, la mikra rivereto kalme pasas, e cirkum alta popli tal girlando Korniki ronde flugas e kroasas kande printempo kreskas en Waas-lando. Tamen parolas kun la sam emoco poeti tra la spaci e la loki qual' Pentekosto-vento lia voco es inspirata da la sam advoki. Simile rozin ulu disfaligas ed altra manuo nove lin riligas. (vertaald door A. Juste) |

## Internationale Idobijeenkomsten
De officiële organisatie van de Idobeweging is de Uniono por la Linguo Internaciona Ido. Deze in Amsterdam gevestigde vereniging bestaat sinds 1910 en heeft leden uit 23 landen. Tot de belangrijkste taken behoren het verspreiden van de taal, het uitgeven van het tijdschrift Progreso ("Vooruitgang") en het organiseren van de jaarlijkse bijeenkomsten van idisten:
- 2012: Dessau, Duitsland
- 2011: Echternach, Luxemburg – 24 deelnemers uit 11 landen
- 2010: Tübingen, Duitsland
- 2009: Tallinn, Estland
- 2008: Wuppertal-Neviges, Duitsland – deelnemers uit 5 landen
- 2007: Parijs, Frankrijk – 14 deelnemers uit 9 landen
- 2006: Berlijn, Duitsland – 25 deelnemers uit 10 landen
- 2005: Toulouse, Frankrijk – 13 deelnemers uit 4 landen
- 2004: Kiev, Oekraïne 17 deelnemers uit 9 landen
- 2003: Grossbothen, Duitsland – Deelnemers uit 6 landen
- 2002: Krakau, Polen – 14 deelnemers uit 6 landen
- 2001: Nuremberg, Duitsland – 14 deelnemers uit 5 landen
- 1998: Białobrzegi, Polen – 15 deelnemers uit 6 landen
- 1997: Bakkum (gem. Castricum), Nederland – 19 deelnemers uit 7 landen
- 1995: Elsnigk, Duitsland
- 1991: Oostende, België – 21 deelnemers
- 1980: Namen, België – 35 deelnemers
- 1960: Zürich, Zwitserland – ca. 50 deelnemers